# Större prickfisk
Större prickfisk (Notoscopelus elongatus) är en djuphavsfisk i familjen prickfiskar som finns i Medelhavet och eventuellt även längre norrut, beroende på den osäkra taxonomin.

## Utseende
En mörk, avlång fisk med ett antal små, brandgula fläckar ordnade i två rader på ovansidan. Cirka 20 lysorgan finns längs ryggen, omkring 10 på sidornas nedre del och ett stort antal på buken. Hanen har dessutom två lysorgan på ovansidan vid stjärtroten. Arten kan bli upp till 11 cm lång.

## Vanor
Den större prickfisken lever pelagiskt på ett djup mellan 45 och 1 000 m. En tydlig dygnsvariation förekommer; på dagen håller den sig under 375 m, medan den på natten stiger betydligt högre upp, mellan 45 och 150 m. Parningssäsongen varar från vinter till vår.

## Utbredning
Arten lever i västra Medelhavet. Taxonomin är inte helt klar, och olika uppfattningar om utbredningen finns: vissa forskare anser att arten även förekommer från Island och Brittiska öarna söderut, även Nordamerika räknas ibland in.  Enligt Curry Lindahl har den även vid några tillfällen besökt Sverige och Danmark och mera regelbundet Norge.
Den form som lever i den norra delen av utbredningsområdet betraktas alltså av vissa som en egen art, Notoscopelus kroeyeri medan andra ser den som en underart av den större prickfisken, Notoscopelus elongatus kroeyeri .